# Sofia Escobar
Sofia Escobar, all'anagrafe Sofia Alexandra Cepa Escobar Ferreira da Silva (Guimarães, 29 novembre 1984) è un'attrice e soprano portoghese, noto soprattutto come interprete di musical teatrali.

## Biografia
Nata e cresciuta in Portogallo, Sofia Escobar ha studiato canto al Conservatório de Música do Porto di Porto e alla Guildhall School of Music and Drama di Londra. 
Ha recitato nel revival di Londra del musical di Leonard Bernstein, Stephen Sondheim e Arthur Laurents West Side Story e per la sua performance nel ruolo della protagonista Maria è stata candidata al Laurence Olivier Award alla migliore attrice in un musical. 
Nel 2012 ha interpretato Christine Daaé nella produzione dell'His Majesty's Theatre di Londra de Il Fantasma dell'Opera.
Dal 2013 è sposata con l'attore Gonzalo Ramos e nel 2015 la coppia ha avuto un figlio, Gabriel Ramos.